# Třída Brumaire
Třída Brumaire byla třída ponorek francouzského námořnictva. Celkem bylo postaveno šestnáct jednotek této třídy. Ve službě byly od roku 1913. Za první světové války byly dvě potopeny a třetí ukořištěna Rakousko-Uherskem.

## Stavba
Celkem bylo postaveno šestnáct jednotek této třídy. Objednány byly v programu pro rok 1906. Konstrukčně představovaly derivát třídy Pluviôse s dieselovým pohonem. Stavbu zajistily loděnice Arsenal de Cherbourg, Arsenal de Rochefort a Arsenal de Toulon. Stavba byla zahájena roku 1910. Do služby byly přijaty v letech 1916–1917.
Jednotky třídy Brumaire:
| Jméno             | Loděnice             | Založení kýlu | Spuštěn           | Vstup do služby | Osud |
| ----------------- | -------------------- | ------------- | ----------------- | --------------- | --- |
| Brumaire (Q60)    | Arsenal de Cherbourg | 1906          | 29. dubna 1911    | 1913            | Vyřazena 1930. |
| Frimaire (Q62)    | Arsenal de Cherbourg | 1906          | 26. srpna 1911    | 1913            | Vyřazena 1923. |
| Nivôse (Q63)      | Arsenal de Cherbourg | 1906          | 6. ledna 1912     | 1913            | Vyřazena 1921. |
| Foucault (Q70)    | Arsenal de Cherbourg | 1907          | 15. června 1912   | 1914            | Dne 15. září 1915 poblíž Kotoru potopena Rakousko-uherským letectvem. |
| Euler (Q71)       | Arsenal de Cherbourg | 1907          | 12. října 1912    | 1914            | Vyřazena 1923. |
| Franklin (Q72)    | Arsenal de Cherbourg | 1907          | 22. března 1913   | 1914            | Vyřazena 1922. |
| Faraday (Q78)     | Arsenal de Rochefort | 1906          | 27. června 1911   | 1913            | Vyřazena 1921. |
| Volta (Q79)       | Arsenal de Rochefort | 1906          | 23. září 1911     | 1913            | Vyřazena 1922. |
| Newton (Q80)      | Arsenal de Rochefort | 1907          | 20. května 1912   | 1914            | Vyřazena 1925. |
| Montgolfier (Q81) | Arsenal de Rochefort | 1907          | 18. dubna 1912    | 1914            | Vyřazena 1921. |
| Bernoulli (Q83)   | Arsenal de Toulon    | 1906          | 1. června 1911    | 1913            | Vyřazena 1918. |
| Joule (Q84)       | Arsenal de Toulon    | 1906          | 7. září 1911      | 1913            | Dne 1. května 1915 v Dardanelách potopena minou. |
| Colomb (Q85)      | Arsenal de Toulon    | 1907          | 13. června 1912   | 1914            | Vyřazena 1919. |
| Arago (Q86)       | Arsenal de Toulon    | 1907          | 29. června 1912   | 1914            | Vyřazena 1921. |
| Curie (Q87)       | Arsenal de Toulon    | 1907          | 18. července 1912 | 1914            | Dne 20. prosince 1914 se pokusila proniknout do základy v Pule, uvázla v protiponorkových sítích a byla potopena vlastní posádkou. Zařazena jako SM U 14. V roce 1919 vrácena francouzskému námořnictvu a sloužila pod původním jménem. Vyškrtnuta 1928. |
| Le Verrier (Q88)  | Arsenal de Toulon    | 1907          | 31. října 1912    | 1914            | Vyřazena 1925. |

## Konstrukce

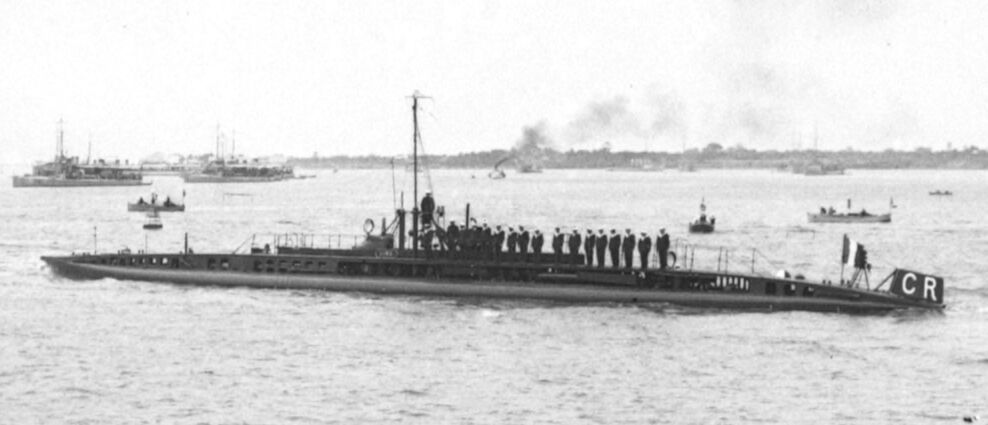
Curie

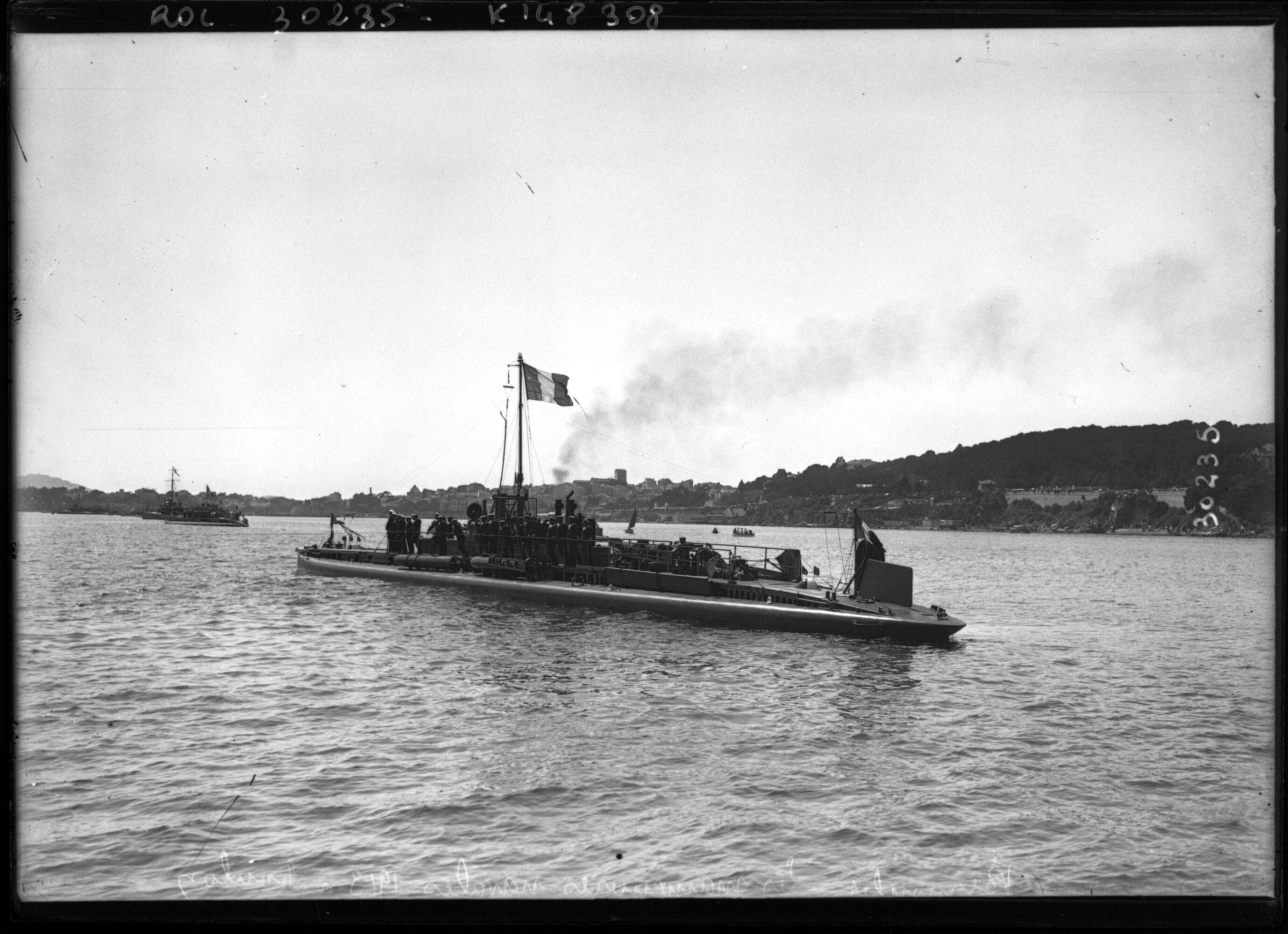
Bernoulli

Ponorky nesly sedm 450mm torpédometů se zásobou osmi torpéd. Pohonný systém tvořily dva diesely typu MAN o výkonu 840 hp pro plavbu na hladině a dva elektromotory o výkonu 660 hp pro plavbu pod hladinou. Lodní šrouby byly dva. Nejvyšší rychlost dosahovala třináct uzlů na hladině a 8,8 uzlu pod hladinou. Dosah byl 1700 námořních mil při rychlosti deseti uzlů na hladině a 84 námořních mil při rychlosti pět uzlů pod hladinou.

### Modifikace
Roku 1916 byla část ponorek vyzbrojena jedním 47mm nebo 75mm kanónem. Roku 1917 plánovaná přestavba šesti jednotek na minonosné ponorky se neuskutečnila.
Ponorka SM U 14 (ex Curie) byla v roce 1916 přestavěna. Mimo jiné dostala jeden 88mm kanón a dva diesely Grazer o výkonu 900 hp. Nejvyšší rychlost dosahovala 13,5 uzlu na hladině a sedm uzlů pod hladinou. Dosah se zvětšil na 2300 námořních mil při rychlosti deset uzlů na hladině a 150 námořních mil při rychlosti dvou uzlů pod hladinou.